# Éric Névé
Pour les articles homonymes, voir Névé (homonymie).
Éric Jean Louis Névé (né le 23 juillet 1961 à Poissy  et mort le 21 juillet 2019 à Rouen) est un producteur de cinéma français,.

## Filmographie partielle

### Cinéma
- 1997 : Dobermann de Jan Kounen
- 1997 : Le ciel est à nous de Graham Guit
- 1998 : Les Kidnappeurs de Graham Guit
- 2000 : Marie-Line de Mehdi Charef
- 2000 : Scènes de crimes de Frédéric Schoendoerffer
- 2001 : Le Petit Poucet de Olivier Dahan
- 2002 : La Vie promise de Olivier Dahan
- 2003 : Brocéliande de Doug Headline
- 2004 : Agents secrets de Frédéric Schoendoerffer
- 2006 : Sheitan de Kim Chapiron
- 2007 : Truands de Frédéric Schoendoerffer
- 2008 : Les Femmes de l'ombre de Jean-Paul Salomé
- 2009 : Une affaire d'État de Éric Valette
- 2010 : Notre jour viendra de Romain Gavras
- 2011 : Switch de Frédéric Schoendoerffer
- 2012 : La Pirogue de Moussa Toure
- 2015 : Suburra de Stefano Sollima
- 2016 : Le Convoi de Frédéric Schoendoerffer
- 2016 : Wùlu de Daouda Coulibaly

### Télévision
- 2019 : Colombine de Dominique Baron